# Kapa o Pango
La Kapa o Pango è lo stile più recente della Haka neozelandese. È stata allestita dagli All Blacks per essere usata durante le occasioni speciali, ma la sua creazione è stata assistita da diversi esperti delle tradizioni maori per garantirne la coerenza con queste. Rispetto alla haka tradizionale, la Ka Mate, le parole di questa danza (Kapa O Pango) si riferiscono più precisamente al team di rugby e alla felce argentata, loro simbolo.
Questa haka fu eseguita per la prima volta il 28 agosto 2005, prima di un test-match contro il Sudafrica al Carisbrook Stadium di Dunedin, introdotta dal capitano Tana Umaga. Gli All Blacks vinsero 31-27.
Il 23 ottobre 2011, in occasione della finale della Coppa del Mondo di rugby 2011 contro la Francia, gli All Blacks eseguirono questo tipo di haka per la prima volta in gare ufficiali: la manifestazione vide i neozelandesi vincere il titolo mondiale 24 anni dopo l'ultima volta. Gli All Blacks eseguirono la Kapa o Pango anche nella finale della Coppa del mondo di rugby 2015 contro l'Australia, dove gli All Blacks vinsero per la prima volta nella storia 3 mondiali. La Kapa o Pango è stata inoltre eseguita 28 novembre 2020 in onore di Diego Armando Maradona dopo la sua scomparsa, durante la partita contro l’Argentina.

## Il testo
Queste parole sono letteralmente urlate verso gli avversari:
Hī aue, hī!

Ko Aotearoa e ngunguru nei!

Au, au, aue hā!

Ko Kapa o Pango e ngunguru nei!

Au, au, aue hā!

I āhahā!

Ka tū te ihiihi

Ka tū te wanawana

Ki runga ki te rangi e tū iho nei, tū iho nei, hī!

Ponga rā!

Kapa o Pango, aue hī!

Ponga rā!

Kapa o Pango, aue hī, hā!»

Questa è la nostra terra che rimbomba

È la mia ora! Il mio momento!

Questo ci definisce come i Guerrieri Neri

È la mia ora! Il mio momento!

Il nostro dominio

La nostra supremazia trionferà

E si imporrà sopra tutti

La felce d'argento!

Guerrieri Neri!

La felce d'argento!

Guerrieri Neri!»